# سان ساتورنينو دي أوسورمورت
بلدية سانت سادورني دوزورمورت (بالكاتالانية: Sant Sadurní d'Osormort) هي إحدى بلديات مقاطعة برشلونة، والتي تقع في منطقة كاتالونيا، شرق إسبانيا.
يبلغ عدد سكانها 86 نسمة وفقاً لإحصائية سنة (2007).